# 象潟温泉
象潟温泉（きさかたおんせん）は、秋田県にかほ市象潟町（旧国出羽国、明治以降は羽後国）にある温泉。

## 泉質
- 硫黄泉
  - 源泉温度15℃の冷鉱泉である。
- ナトリウム - 塩化物温泉（日帰り入浴施設の源泉）
  - 源泉温度41℃
  - PH7.6
  - 湧出量毎分322リットル
  - 掘削自噴
  - 蒸発残留物22000mg

## 温泉街
宿泊施設は3軒存在する。
道の駅象潟には日帰り入浴施設「ねむの丘」が存在する。日帰り入浴施設には足湯も存在する。

## アクセス
- 鉄道：JR羽越本線象潟駅から、バスで約5分。
- 車：日本海東北自動車道象潟ICから、車で約6分。